# モトナリヒメコバネナガハネカクシ
モトナリヒメコバネナガハネカクシ（Lathrobium motonari）は、コウチュウ目（鞘翅目）ハネカクシ科ナガハネカクシ属の昆虫の一種。

## 発見
お笑いコンビアンガールズの山根良顕と庄原市立比和自然科学博物館客員研究員の千田喜博が、中国放送（RCC）のバラエティ番組『元就。』のロケ中、広島県庄原市比和町で発見した。
その後、千田はロケ時に発見された3個体と、ロケ地から追加で採集した11個体、同市西城町毛無山から過去に採集されていた1個体を基に検討を行った結果、未記載種と結論づけ、新種として記載した。
ロケの道中で「新種が見つかったら（名前を）ヤマネとつけるか」と尋ねられた山根は「（番組名にちなんで）モトナリとつける」と答えており、種小名は番組名にちなんで命名された。
2024年7月12日の国立科学博物館特別展『昆虫MANIAC』オープニングイベントにアンガールズがコンビで出席した際、「モトナリ」が山の入り口で発見され、専門家らが普段探さない場所だったからこそ発見につながったということについて、山根の相方の田中卓志は「山根の(山奥まで探さない)だらしなさがプラスに働いた」と指摘した。

## 特徴
本種の属するヒメコバネナガハネカクシ種群の種は、通常ほぼ左右対称の雄交尾器を持つ。一方、本種では明らかに左右非対称である。似た特徴を持つ種として、愛知県から記載されたサトウヒメコバネナガハネカクシ（Lathrobium satoi）があるが、雄交尾器の外形や内袋が明確に異なることなどで区別できる。